# 가면라이더 고스트
《가면라이더 고스트》(일본어: 仮面ライダーゴースト 카멘라이다 고스토[*])는 일본 도에이의 특촬물 헤이세이 가면라이더 시리즈의 17번째 작품으로, 2015년 10월 4일부터 《가면라이더 드라이브》의 후속으로 TV 아사히에서 방영을 시작했다. 한국에서는 2017년 1월 2일에 방영 시작했다.

## 개요
- (헤이세이 가면라이더 시리즈 제17번째)[1]

 
본 작품에서는 "유령"를 모티브로 채용하고, 주인공도 첫회에서 죽어 귀신(요괴)이 되살아나로 설정됐다. 이 모티브는 SF요소가 강한 전작 『가면라이더 드라이브』와 차별화시키는 동시에 "괴기한 액션"이 주목된 시리즈 1편 『가면라이더』 초기에 원점 회귀를 지향한 것이다. 아이콘이라는 요소도 가면라이더 01호· 02호의 변신 벨트 타이푼의 형상이 눈에 닮은 것에서 유래한다. 또 키 아이템인 "고스트 아이콘"이나 서포트 캐릭터·유루센과 적·감마의 디자인 모티브로 "아이콘"이 사용된다.

## 줄거리
영웅들의 영혼을 고스트 아이콘이란 아이템으로 만들어 괴인 감마와 싸우는 가면라이더의 이야기 

## 등장 인물

### 대천공사
텐쿠지 다케루
(일본어: 天空寺 タケル)
쓰키무라 아카리  
(일본어: 月村 アカリ) 본 작품의 여주인공. 19세. 다케루의 소꿉 친구로 대학물리학을 전공하고 있는 이과 소녀. 세상의 모든 일에는 "꼭 설명할 수 있는 법칙이 있다"라고 생각하고(아이콘 법칙 포함) 고스트나 괴현상 등의 "비과학적인 것"에 부정적이며 실제로 괴현상을 봐도 완강히 인정할 줄 모른다. 현재는 본의 아니게도 다케루의 고스트 헌터로서의 활동을 서포트하고 있다. 
후카미 마코토
(일본어: 深海マコト)
야마노우치 오나리  
(일본어: 山ノ内 御成) 대천공사의 주지 대리. 일인칭은 "졸승", 이인칭은 "~전"에서 어미에 "~입니다.""~이다"라고 하는 등 다소 고풍스러운 어조로 말한다. 26세 선대 주지인 류를 존경했으며 그의 아들 다케루에게도 경의를 가지고 접하고 있다. 다케루 왈"귀찮다"라고 할 정도로 열기가 높고 감마에 관련된 괴현상을 인정하지 않는 아카리와는 항상 시끄러운 싸움하고 있지만 한편 다케루를 걱정하고 있다. 수행에 힘쓰고 있음에도 불구하고 감마가 없지만 다케루가 유령으로 되살아난 것이나 감마의 존재를 순순히 받아들였고 다케루의 고스트 헌터로서의 활동의 지원에도 의욕을 보였다.
알랭
(일본어: アラン 아란[*])
하치오지 시부야
(일본어: 八王子 シブヤ)
나리타
(일본어: ナリタ)
후카미 가논
(일본어: 深海 カノン)
유루센
(일본어: ユルセン)
덴쿠지 류
(일본어: 天空寺 龍)
이디스
(일본어: イーディス)

### 감마 관계자
사이온지 지카라
(일본어: 西園寺 主税)
스티브 빌스
(일본어: スティーブ・ビルズ 스티부 비루즈[*])

### 감마
아도니스
(일본어: アドニス)
아델
(일본어: アデル 아데루[*])
아리아
(일본어: アリア)
자벨
(일본어: ジャベル 자베루[*])
이고르
(일본어: イゴール 이고루[*])
자이로
(일본어: ジャイロ)

## 출연진

### 상시 출연자
- (가면라이더 고스트) 덴쿠지 타케루(한국명: 천유영) - 니시메 슌/전태열
- 츠키무라 아카리(한국명: 문슬기) - 오사와 히카루/여민정
- 오나리(한국명: 현진) - 야나기 다카유키/이기성
- (가면라이더 스펙터) 후카미 마코토(한국명: 최진성) - 야마모토 료스케/신범식
- (가면라이더 네크롬) 앨런 - 이소무라 하야토/김현욱
- 시부야(한국명: 유하), 하치오지 데쓰야 - 미조구치 다쿠야/김민주
- 나리타(한국명: 이탁) - 간슈지 레오/이재범
- 후카미 카논(한국명: 최하은) - 구도 미오/장예나
- 스티브 빌스 - 세인 카뮈
- 아델 - 마야마 아키히로/이동훈
- 자벨 - 소타로/이현
- 이고르 - 야마모토 히로시
- 자이로 - 다카이와 세이지
- 아리아, 알리시아 - 가데나 레온
- 아도니스 - 가쓰노 히로시/홍시호
- 사이온지 치카라(한국명: 사이온) / 모리시타 요시유키/박서진
- 후쿠시마 후미 - 오카타 히사코
- 텐쿠지 류(한국명: 천용재) / 니시무라 카즈히코/이재범
- 이디스(선인) - 타케나카 나오토/손종환
- 아르고스 - 박성영
- 에그제이드 - 김혜성

### 목소리 출연
- 유루센 - 유키 아오이/송하림

### 게스트
- 소노다 요시노리 - 난부 도리타(2,46)

### 슈트 액터
- 가면라이더 고스트 - 다카이와 세이지
- 가면라이더 스펙터 - 와타나베 준
- 가면라이더 네크롬 - 에이토쿠

## 제작
- 감독: 모로타 사토시
- 각본: 후쿠다 다쿠로

## 방영 목록
| 방송일           | 화 수 | 부제                      | 아이콘을 모으기 위한 날짜 |
| ---------------- | ----- | ------------------------- | ------------------------- |
| 2015년 10월 4일  | 1화   | 개안! 나!                 | 98일                      |
| 2015년 10월 11일 | 2화   | 전격! 발명왕!             | 94일                      |
| 2015년 10월 18일 | 3화   | 필중! 정의의 활과 화살!   | 89일                      |
| 2015년 10월 25일 | 4화   | 경악! 하늘의 성!          | 87일                      |
| 2015년 11월 8일  | 5화   | 충격! 수수께끼의 라이더!  | 57일                      |
| 2015년 11월 15일 | 6화   | 운명! 재기의 멜로디!      | 44일                      |
| 2015년 11월 22일 | 7화   | 빨리 공격! 전설의 총잡이! | 30일                      |
| 2015년 11월 29일 | 8화   | 발동! 또 하나의 모놀리스! | 27일                      |
| 2015년 12월 6일  | 9화   | 당당! 충의의 남자!        | 26일                      |
| 2015년 12월 13일 | 10화  | 집결! 열다섯 개의 아이콘! | 22일                      |
| 2015년 12월 20일 | 11화  | 장엄! 신비로운 눈!        | 22일                      |
| 2015년 12월 27일 | 12화  | 장절! 남자의 각오!        |                           |
| 2016년 1월 10일  | 13화  | 호쾌! 자유로운 남자!      | 98일                      |
| 2016년 1월 17일  | 14화  | 절경! 지구의 새벽!        | 94일                      |
| 2016년 1월 24일  | 15화  | 고뇌! 완고한 탈출 왕!     | 86일                      |
| 2016년 1월 31일  | 16화  | 완벽! 하얀 가면라이더!    |                           |
| 2016년 2월 7일   | 17화  | 현란! 환상의 여왕!        |                           |
| 2016년 2월 14일  | 18화  | 역전! 신비한 과학!        |                           |
| 2016년 2월 21일  | 19화  | 폭발! 그림을 그리는 마음! |                           |
| 2016년 2월 28일  | 20화  | 작렬! 불꽃의 우정!        |                           |
| 2016년 3월 6일   | 21화  | 경이! 감마의 세계!        |                           |
| 2016년 3월 13일  | 22화  | 모략! 아델의 함정!        |                           |
| 2016년 3월 20일  | 23화  | 입혼! 커다란 아이콘!      |                           |
| 2016년 3월 27일  | 24화  | 출현! 수수께끼의 전사!    |                           |
| 2016년 4월 3일   | 25화  | 이변! 붉은 하늘!          |                           |
| 2016년 4월 10일  | 26화  | 갈등! 결단의 조건!        |                           |
| 2016년 4월 17일  | 27화  | 결사! 각오한 잠입!        |                           |
| 2016년 4월 24일  | 28화  | 폭발! 심연의 마음!        |                           |
| 2016년 5월 1일   | 29화  | 재림! 탈출왕의 시련!      |                           |
| 2016년 5 월8일   | 30화  | 영원! 마음의 외침!        |                           |
| 2016년 5월 15일  | 31화  | 이상! 감마이저의 힘!      |                           |
| 2016년 5월 22일  | 32화  | 추억! 숨겨진 마음!        |                           |
| 2016년 5월 29일  | 33화  | 기적! 무한을 생각하며!    |                           |
| 2016년 6월 5일   | 34화  | 미주! 꿈의 세계!          |                           |
| 2016년 6월 12일  | 35화  | 진가! 즐거움의 힘!        |                           |
| 2016년 6월 19일  | 36화  | 맹렬! 아이돌 선언!        |                           |
| 2016년 6월 26일  | 37화  | 습득! 각자의 길!          |                           |
| 2016년 7월 3일   | 38화  | 부활! 영웅의 영혼!        |                           |
| 2016년 7월 10일  | 39화  | 대립! 아버지와 딸!        |                           |
| 2016년 7월 17일  | 40화  | 용기! 비장한 결단!        |                           |
| 2016년 7월 24일  | 41화  | 격동! 장관의 결단!        |                           |
| 2016년 7월 31일  | 42화  | 깜짝! 선인의 진실!        |                           |
| 2016년 8월 7일   | 43화  | 연결! 천재 소년!          |                           |
| 2016년 8월 14일  | 44화  | 시작! 데미아의 공포!      |                           |
| 2016년 8월 21일  | 45화  | 전율! 사라져가는 세상!    |                           |
| 2016년 8월 28일  | 46화  | 결투! 검호의 말씀!        |                           |
| 2016년 9월 4일   | 47화  | 호응! 각각의 각오!        |                           |
| 2016년 9월 11일  | 48화  | 집결! 슬픔의 연쇄!        |                           |
| 2016년 9월 18일  | 49화  | 무한! 사람의 힘!          |                           |
| 2016년 9월 25일  | 50화  | 미래! 이어지는 마음!      |                           |